# Tussenwater (Metro de Roterdão)
Tussenwater é uma da estação das linhas Erasmus e Caland do metro de Roterdão, nos Países Baixos.